# Giải bóng đá hạng ba quốc gia Cộng hòa Síp 2008–09
Giải bóng đá hạng ba quốc gia Cộng hòa Síp 2008–09 là mùa giải thứ 38 của giải bóng đá hạng ba Cộng hòa Síp. Akritas Chlorakas giành danh hiệu thứ 2.

## Thể thức thi đấu
Có 14 đội bóng tham gia Giải bóng đá hạng ba quốc gia Cộng hòa Síp 2008–09. Tất cả các đội thi đấu với nhau hai lần, một ở sân nhà và một ở sân khách. Đội bóng nhiều điểm nhất vào cuối mùa giải sẽ là đội vô địch. Ba đội đầu bảng sẽ lên chơi ở Giải bóng đá hạng nhì quốc gia Cộng hòa Síp 2009–10 và ba đội cuối bảng xuống chơi tại Giải bóng đá hạng tư quốc gia Cộng hòa Síp 2009–10.

### Hệ thống điểm
Các đội bóng nhận được 3 điểm cho một trận thắng, 1 điểm cho một trận hòa và 0 điểm cho một trận thua.

## Thay đổi so với mùa giải trước
Các đội bóng thăng hạng Giải bóng đá hạng nhì quốc gia Cộng hòa Síp 2008–09
- PAEEK FC
- Ethnikos Assia
- Chalkanoras Idaliou

Các đội bóng xuống hạng từ Giải bóng đá hạng nhì quốc gia Cộng hòa Síp 2007–08
- Anagennisi Deryneia
- Akritas Chlorakas
- OlymVị thứ Xylofagou

Các đội bóng thăng hạng từ Giải bóng đá hạng tư quốc gia Cộng hòa Síp 2007–08
- Digenis Oroklinis
- Othellos
- Orfeas Nicosia

Các đội bóng xuống hạng Giải bóng đá hạng tư quốc gia Cộng hòa Síp 2008–09
- Anagennisi Germasogeias
- ENAD Polis Chrysochous
- Iraklis Gerolakkou

## Bảng xếp hạng
| Vị thứ | Đội bóng              | St. | T. | H. | B. | BT. | BB. | HS. | Đ  | Ghi chú                                                                 | Thành tích đối đầu          |
| ------ | --------------------- | --- | -- | -- | -- | --- | --- | --- | -- | ----------------------------------------------------------------------- | --------------------------- |
| 1      | Akritas Chlorakas     | 26  | 16 | 6  | 4  | 46  | 23  | 23  | 54 | Vô địch-Thăng hạng Giải bóng đá hạng nhì quốc gia Cộng hòa Síp 2009–10. |                             |
| 2      | Frenaros FC           | 26  | 14 | 6  | 6  | 51  | 28  | 23  | 48 | Thăng hạng Giải bóng đá hạng nhì quốc gia Cộng hòa Síp 2009–10.         |                             |
| 3      | Othellos Athienou     | 26  | 13 | 7  | 6  | 34  | 22  | 12  | 46 | Thăng hạng Giải bóng đá hạng nhì quốc gia Cộng hòa Síp 2009–10.         |                             |
| 4      | Digenis Oroklinis     | 26  | 10 | 9  | 7  | 36  | 32  | 4   | 39 |                                                                         | Digenis 3p, 5-4 AEZ 3p, 4-5 |
| 5      | AEZ Zakakiou          | 26  | 11 | 6  | 9  | 42  | 35  | 7   | 39 |                                                                         | Digenis 3p, 5-4 AEZ 3p, 4-5 |
| 6      | Kissos Kissonergas    | 26  | 11 | 5  | 10 | 36  | 38  | -2  | 38 | Kissos FC 6p AEK 0p                                                     |                             |
| 7      | AEK Kouklia           | 26  | 11 | 5  | 10 | 33  | 27  | 6   | 38 | Kissos FC 6p AEK 0p                                                     |                             |
| 8      | Spartakos Kitiou      | 26  | 10 | 7  | 9  | 48  | 37  | 11  | 37 |                                                                         |                             |
| 9      | Adonis Idaliou        | 26  | 10 | 6  | 10 | 39  | 31  | 8   | 36 |                                                                         |                             |
| 10     | Elpida Xylofagou      | 26  | 8  | 9  | 9  | 34  | 40  | -6  | 33 |                                                                         |                             |
| 11     | Anagennisi Deryneia   | 26  | 8  | 8  | 10 | 32  | 35  | -3  | 32 |                                                                         |                             |
| 12     | Anagennisi Trachoniou | 26  | 9  | 4  | 13 | 38  | 51  | -13 | 31 | Xuống hạng Giải bóng đá hạng tư quốc gia Cộng hòa Síp 2009–10.          |                             |
| 13     | Orfeas Nicosia        | 26  | 7  | 4  | 15 | 24  | 44  | -20 | 25 | Xuống hạng Giải bóng đá hạng tư quốc gia Cộng hòa Síp 2009–10.          |                             |
| 14     | OlymVị thứ Xylofagou  | 26  | 1  | 4  | 21 | 26  | 76  | -50 | 7  | Xuống hạng Giải bóng đá hạng tư quốc gia Cộng hòa Síp 2009–10.          |                             |

Hệ thống điểm: Thắng=3 điểm, Hòa=1 điểm, Thua=0 điểm
Luật xếp hạng: 1) điểm; 2) điểm thành tích đối đầu; 3) hiệu số thành tích đối đầu; 4) số bàn thắng sân khách đối đầu; 5) hiệu số; 6) số bàn thắng

Nguồn: League standings at CFA

## Kết quả
| ↓Home / Away→ | DNA | AEZ | AEK | AKR | AND | ANT | DGN | ELP | KSS | OTL | OLM | ORF | SPR | FRN |
| ------------- | --- | --- | --- | --- | --- | --- | --- | --- | --- | --- | --- | --- | --- | --- |
| Adonis        |     | 0-2 | 1-1 | 0-1 | 2-0 | 2-2 | 0-1 | 3-2 | 0-0 | 3-0 | 4-0 | 1-2 | 1-1 | 1-1 |
| AEZ           | 3-0 |     | 2-3 | 2-0 | 0-4 | 0-0 | 4-0 | 3-0 | 1-0 | 3-2 | 1-1 | 1-0 | 3-0 | 1-1 |
| AEK           | 0-0 | 0-0 |     | 1-0 | 1-0 | 0-2 | 3-1 | 3-0 | 1-2 | 1-2 | 3-1 | 0-1 | 2-1 | 2-3 |
| Akritas       | 2-0 | 3-0 | 1-0 |     | 1-2 | 5-3 | 1-0 | 5-0 | 1-0 | 1-1 | 3-1 | 1-0 | 1-1 | 1-0 |
| Anagennisi H. | 0-2 | 1-1 | 1-3 | 1-1 |     | 3-2 | 1-1 | 0-0 | 2-0 | 1-0 | 3-2 | 2-0 | 2-2 | 0-1 |
| Anagennisi T. | 1-5 | 1-4 | 1-1 | 2-2 | 1-0 |     | 2-1 | 2-5 | 1-0 | 1-3 | 1-0 | 4-1 | 1-2 | 3-2 |
| Digenis       | 1-0 | 5-0 | 1-3 | 1-1 | 1-1 | 2-1 |     | 1-1 | 1-1 | 1-0 | 6-2 | 4-0 | 3-1 | 1-0 |
| Elpida        | 3-1 | 0-0 | 1-2 | 0-3 | 2-1 | 2-1 | 1-1 |     | 5-2 | 1-0 | 3-1 | 3-0 | 1-2 | 0-0 |
| Kissos        | 0-4 | 2-1 | 2-1 | 5-1 | 1-1 | 2-0 | 0-0 | 2-0 |     | 1-0 | 1-2 | 3-2 | 4-1 | 1-1 |
| Othellos      | 2-0 | 2-1 | 1-0 | 0-0 | 2-1 | 3-1 | 0-0 | 3-0 | 3-1 |     | 3-1 | 1-0 | 2-2 | 2-1 |
| OlymVị thứ    | 0-2 | 1-5 | 0-1 | 1-5 | 0-3 | 0-2 | 2-2 | 3-3 | 2-4 | 0-1 |     | 1-2 | 1-1 | 0-2 |
| Orfeas        | 0-1 | 2-1 | 0-0 | 1-2 | 0-0 | 4-1 | 0-1 | 0-0 | 1-2 | 0-0 | 5-1 |     | 1-0 | 1-5 |
| Spartakos     | 2-4 | 4-1 | 1-0 | 0-2 | 4-1 | 1-2 | 5-0 | 0-0 | 1-0 | 0-0 | 6-3 | 6-0 |     | 4-1 |
| Frenaros FC   | 4-2 | 3-2 | 2-1 | 1-2 | 5-1 | 1-0 | 2-0 | 1-1 | 5-0 | 1-1 | 4-0 | 3-1 | 1-0 |     |

Nguồn: Results at CFA